# Monmouthshire Railway and Canal
Die Monmouthshire Railway and Canal Company (MR&C) war eine Eisenbahngesellschaft in Südwales.
Am 3. Juni 1792 wurde die Blaenavon Tramroad gegründet, um eine Grubenbahn von den Eisenwerken in Blaenavon zum Ende des Monmouthshire Canal in Pontnewydd zu errichten. Die Breite der Spurrillen der 1795/1796 eröffneten Strecke betrug 1,016 Meter (3 feet, 4 inch). 1829 wurde die Strecke umgebaut und die Spurweite betrug nun 1,27 Meter (4 feet, 2 inch).
Am 31. Juli 1845 wurde die Gesellschaft in die Monmouthshire Railway and Canal Company umgegründet. Am 1. Juli 1852 eröffnete die Bahnstrecke zwischen Newport und Pontypool und am 2. Oktober 1854 die Verlängerung auf dem Gleisbett der ehemaligen Blaenavon Tramroad bis Blaenavon. 1860 versuchte die West Midland Railway die Gesellschaft zu pachten, dies misslang. Jedoch erhielt die Gesellschaft die Möglichkeit der Betriebsführung. 1870 wurden zwei kurze Anschlüsse nach Cwmfrwdoer und Cwmnantddu eröffnet. Ein weiterer Anschluss wurde 1879 nach Abersychan und Tylawain eröffnet.
Am 1. August 1875 pachtete die Great Western Railway die Gesellschaft für 99 Jahre und übernahm sie schließlich zum 1. August 1880.